# روز
روز (بالإنجليزية: Roz)‏ (وُلدت: 14 أغسطس 1989، السعودية - )؛ عارضة أزياء سعودية، تعيش في الولايات المتحدة الأمريكية. في عام 2013 بدأت نشاطها في عروض الأزياء وتوجهت لهذا المجال حيث كسبت شهرة واسعة فيه، وحظيت على نسبة متابعين عالية، تعتبر هي النسبة الأعلى من بين عارضات الأزياء العربيات في الانستغرام ووصل عددهم إلى خمسة عشر مليون متابع.

## حياتها
ولدت روز، واسمها الحقيقي روان عبد الله أبو زيد في المنطقة الشرقية في السعودية، والدها من المدينة المنورة ووالدتها من سوريا. عاشت طفولتها في الشرقية، ثم انتقلت إلى الرياض.
قررت الانتقال للعيش في الولايات المتّحدة الأميركية لغرض دراسة التصميم الداخلي، بدأت تنشط في عالم التواصل الاجتماعي باسم «روزانا»، ثم عرفت باسم «روز» اختصارًا، وحققت شهرة بعد أن دخلت في بعض عروض الأزياء وجلسات التصوير في الولايات المتحدة، إلى جانب عملها كموديل للمنتجات التجميلية لبعض العلامات. ثم توالى عملها مع كبرى العلامات العالمية لتكون أول سعودية وخليجية في هذا المجال، ثم اختيرت لتكون أول شخصية عربية من حيث قوة الجمهور والأداء.
تصدّرت المجلات والمواقع الفنية العربية لأنّها أول عارضة سعودية تعرض الملابس والأزياء على مواقع التواصل الاجتماعي، وحقّقت شهرةً إقليمية بهذه الطريقة.
يتابعها أكثر من خمسة عشر مليون شخص عبر صفحتها في الإنستغرام وتتمحور منشوراتها حول الموضة والأزياء. في فبراير 2018، ظهرت على غلاف مجلة Kombin التركية.